# Cristo y la adúltera (Brueghel)
Cristo y la mujer adúltera (en neerlandés, Christus en de overspelige vrouw) es una obra del pintor flamenco Pieter Brueghel el Viejo. Es un pequeño óleo sobre tabla. Se trata de una grisalla (casi monocromo). Aparece firmado y datado en el año 1565. Mide 24 cm de alto y 34 cm de ancho. Se exhibe actualmente en el Courtauld Institute of Art de Londres, Reino Unido. 
Jesús y la adúltera es un episodio bíblico que aparece en el Evangelio de Juan, capítulo 7:53 a cap. 8:11, en el que Jesucristo se encuentra con una adúltera a la que llevan ante los fariseos y escribas, que ha sido representado por muchos artistas. Semejante crimen se castigaba con la lapidación, sin embargo, en la escena, Jesús se detiene para escribir (en holandés) "aquel que esté libre de pecado entre vosotros, que tire la primera piedra" en el suelo ante los pies de ella. Una serie de piedras que no han sido arrojadas quedan en el suelo, a la izquierda de la mujer.

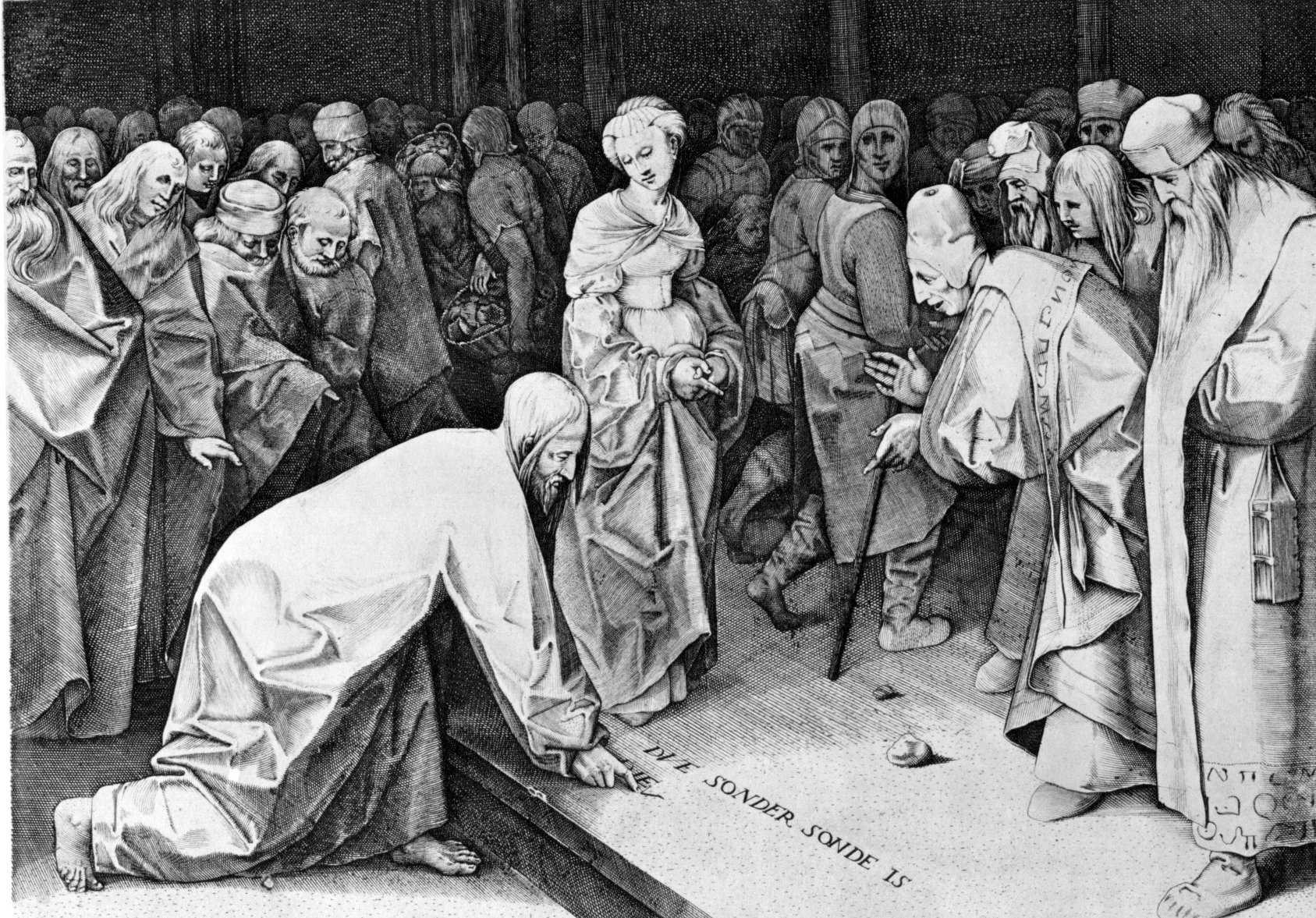
El grabado de Paul Perret, 1579

Brueghel representa a la mujer como una de las pocas figuras con gracia en la escena. Se la presenta como una forma idealizada, algo atípico en las figuras femeninas de Brueghel, normalmente terrenales y caseras; aunque el esquema básico de la composición es neerlandés, "la austera composición y las figuras monumentales son quizás las más italianizadas de todas las pinturas de Brueghel".
La pintura no fue vendida por el artista, y parece que es la única que heredó su hijo Jan Brueghel el Viejo.  En el año 1579 se publicó un grabado de Paul Perret, al que aparentemente se prestó el cuadro con este propósito, dado que hay marcas regulares a lo largo de los bordes para permitir hacer una cuadrícula. Hay varias copias, algunas atribuidas a los hijos del artista, quizá realizadas siguiendo el grabado, y la pintura también se la prestaron al cardenal Federico Borromeo para que la copiase (quizás la versión que actualmente está en Bérgamo). Una versión atribuida al hijo de Brueghel, Pieter Brueghel el Joven de alrededor del año 1600 se encuentra en el Museo de Arte de Filadelfia.
La obra fue vendida por la familia en el siglo XVII, aparentemente por Jan Brueghel el Joven, y estuvo en Inglaterra a partir del siglo XVIII, vendiéndose en Christie's en 1834 y 1952, cuando fue comprado por el conde Antoine Seilern, cuya colección fue legada al Courtauld en 1978. La obra fue sustraída de la galería Courtauld el 2 de febrero de 1982. Debido a su fama y valor, no podía venderse en el mercado abierto, y no resurgió de nuevo hasta el año 1992 cuando fue recuperada por la policía británica. En el ínterin, probablemente actuó como una garantía para los criminales.